# 里布欽齊 (斯克維拉區)
49°36′54″N 29°33′11″E / 49.61500°N 29.55306°E
里布欽齊（烏克蘭語：Рибчинці）是位於烏克蘭北部的村莊，由基辅州白采爾克瓦區的斯克維拉市鎮負責管轄。該村面積1.26平方公里，海拔高度229米，2001年人口192，人口密度每平方公里152.4人。